# Régis Bianco
Pour les articles homonymes, voir Bianco (homonymie).
Pas d'image ? Cliquez ici

a Compétitions nationales et continentales officielles uniquement.

b Matchs officiels uniquement.
Dernière mise à jour le 14 novembre 2021.
Régis Bianco, né le 27 août 1982 à Ollioules (Var), est un joueur français de rugby à XV qui évolue au poste d'ailier ou d'arrière.

## Carrière
- RC Toulon
- Stade toulousain
- 2002 - 2007 : AS Béziers
- 2007 - 2008 : SC Albi
- 2008 - 2010 : CA Brive
- 2010 - 2011 : Colomiers rugby
- 2011 - 2017 : Rugby Club Saint-Affrique

## Palmarès
- Équipe de France Junior FIRA (-19 ans) : vice-champion du monde 2001 au Chili.
- Équipe de France Scolaire UNSS